# مایک انوس
مایک انوس (انگلیسی: Mike Enos؛ زادهٔ ۱۱ ژوئن ۱۹۶۳) کشتی‌گیر کشتی حرفه‌ای اهل ایالات متحده آمریکا است.